# Raising Hell (Kesha)
Raising Hell è un singolo della cantautrice statunitense Kesha, pubblicato il 24 ottobre 2019 come primo estratto dal quarto album in studio High Road.
Il brano, che vede la partecipazione della rapper Big Freedia, è stato scritto dalla stessa cantante con Stephen Wrabel, Sean Douglas e Ajay Bhattacharya, in arte Stint, ed è stato prodotto da quest'ultimo con Omega.
Si tratta di un singolo pop e pop rock, con influenze gospel ed EDM.

## Pubblicazione
Il 18 ottobre 2019 è stata creata una linea telefonica che, una volta chiamata, avrebbe riprodotto un messaggio automatico registrato da Kesha dove la cantante annunciava il suo imminente ritorno musicale. Tre giorni dopo il sito della rivista Rolling Stone ha postato un video promozionale con l'annuncio dell'album High Road, contenente un'anteprima di Raising Hell. Il 23 ottobre la cantante ha confermato in prima persona su Instagram che il singolo sarebbe stato disponibile sulle piattaforme digitali e sui servizi di streaming a partire dal giorno successivo.

## Promozione
Kesha ha eseguito Raising Hell per la prima volta dal vivo il 28 ottobre 2019, quando fu ospite insieme a Big Freedia del noto talk show statunitense Jimmy Kimmel Live!.
Il duo ha riproposto Raising Hell dal vivo il 24 novembre 2019 nell'ambito degli annuali American Music Awards; in questa circostanza, Kesha si è successivamente esibita a sorpresa con la sua Tik Tok.

## Tracce
1. Raising Hell – 2:49

## Classifiche
| Classifica (2019) | Posizione massima |
| ----------------- | ----------------- |
| Irlanda           | 97                |
| Stati Uniti       | 117               |